# Goms
Goms är en kommun i distriktet Goms i kantonen Valais, Schweiz. Kommunen bildades den 1 januari 2017 genom sammanslagningen av kommunerna Niederwald, Blitzingen, Grafschaft (som bestod av orterna Biel, Ritzingen och Selkingen), Münster-Geschinen (som bestod av orterna Geschinen och Münster) samt Reckingen-Gluringen (som bestod av orterna Reckingen och Gluringen. Goms har 1 157 invånare (2023).